# Chelifera valida
Chelifera valida är en tvåvingeart som först beskrevs av Friedrich Hermann Loew 1862.  Chelifera valida ingår i släktet Chelifera och familjen dansflugor. Inga underarter finns listade i Catalogue of Life.